# IV. István moldvai fejedelem
IV. István vagy Ștefăniță (1506 – 1527. január 14.) Moldva fejedelme volt 1517. április 20. és 1527. január 14. között.

## Életrajza
III. (Vak) Bogdán fia, Ștefan cel Mare unokája volt. Mivel 11 éves korában került a trónra, az országot a Luca Arbore hetman által vezetett diván vezette. Ezzel együtt, 1518-ban Ștefăniță szerződést kötött a lengyelekkel a törökök ellen. Ugyanebben az évben a tatárok betörtek Moldvába, de Ștefăniță lengyel segítséggel legyőzte őket.
1526-ban I. Szulejmán felszólította, hogy tegyen eleget hűbéri kötelezettségének és vegyen részt a Magyarország elleni támadásban. István viszont felvette a kapcsolatokat II. Lajossal és az átpártolásról kezdett tárgyalni. Erre végül nem került sor, de a magyarok elleni háborúban sem vett részt, sőt a magyar-párti havasalföldi vajdát sem támadta meg, s végig megpróbált Magyarországhoz közeledni.
A lengyelekkel megromlott a kapcsolata, amikor I. Zsigmond lengyel király nem akarta hozzáadni feleségül az egyik lányát. Luca Arbore, aki a török fenyegetés miatt fenn akarta tartani a jó viszonyt a lengyelekkel, követet küldött Zsigmondhoz. Ezért Ștefăniță megölette a hetmant és két fiát. A bojárok fellázadtak Ștefăniță ellen, de a lázadást elfojtották és sok bojárt megöltek. Úgy tartják, hogy Ștefănițăt a felesége mérgezte meg a lengyel nemesek megbízásából. Hotinban halt meg és a putnai kolostorban temették el.
Életéről Barbu Ștefănescu Delavrancea írt drámát Viforul (Fergeteg) címmel.
Uralkodása alatt fejezték be (1522) Suceaván a Szent György érseki templomot, amelyet atyja kezdett építeni. IV. Istvánnal kihalt a Bogdán-Muszat uralkodó család és egész sora jelent meg a trónkövetelőknek, akik mint a fejedelmek természetes gyermekei, vagy azok leszármazottai, valamint különböző kalandorok versengtek a hatalomért. Ez, valamint Magyarország bukása a mohácsi csatában (1526) Moldvát egyre nagyobb függésbe juttatta Törökország irányában.

## Fordítás
Ez a szócikk részben vagy egészben a Ștefan al IV-lea című román Wikipédia-szócikk ezen változatának fordításán alapul.  Az eredeti cikk szerkesztőit annak laptörténete sorolja fel. Ez a jelzés csupán a megfogalmazás eredetét és a szerzői jogokat jelzi, nem szolgál a cikkben szereplő információk forrásmegjelöléseként.